# Janvier 1851

## Événements
- 3 janvier, France : la destitution du général Changarnier entraîne un tollé et des démissions du gouvernement.

- 6 janvier : fondation du syndicat général des mécaniciens au Royaume-Uni.

- 11 janvier : début de la rébellion des Taiping, née à Jintian, dans le Guangxi. Hong Xiuquan, un lettré mystique influencé par le christianisme, déclenche une révolte dans le Guangxi en proie à la famine. Il rallie des éléments disparates (membres des triades, paysans, fuyards, brigands et pirates). En quelques mois, il contrôle la province et se proclame « roi céleste de la Grande Paix » (T’aiping).

- 24 janvier, France : Louis-Napoléon Bonaparte confirme la destitution de Changarnier et présente un nouveau gouvernement, sans président du Conseil, dont l’autonomie par rapport à l’Assemblée est encore renforcée, « le petit ministère (1851) ».

## Naissances
- 2 janvier : Charles Eugène Bertrand (mort en 1917), paléobotaniste français.
- 14 janvier :
  - Ludwig Claisen (mort en 1930), chimiste allemand.
  - Théophile de Bock, peintre néerlandais († 22 novembre 1904).
- 19 janvier
  - David Starr Jordan (mort en 1931), pédagogue, naturaliste et écrivain américain.
  - Jacobus Kapteyn (mort en 1922), astronome néerlandais.
- 21 janvier : Emma Dobigny, modèle française († 1er avril 1925).

## Décès
- 1er janvier : Heinrich Friedrich Link (né en 1767), botaniste et naturaliste allemand.
- 27 janvier : Jean-Jacques Audubon (né en 1785), ornithologue, naturaliste et peintre américain d'origine française.